# Judith Alcalá González
Judith Alcalá González   (Lleida, 1968) és una política catalana, secretària quarta del Parlament de Catalunya des del 10 de juny de 2024.

## Carrera
És tècnica de perruqueria i empresària de professió. També és diplomada en treball social per la Universitat de Lleida i té un postgrau en Comunicació i Lideratge Polític. És voluntària de l'associació Dret a Morir Dignament. Va participar en les AMPA de les escoles bressol de Lleida. El 2007 i el 2019 va formar part de la llista en les eleccions municipals de Lleida. Ha estat assessora del grup socialista a la Diputació de Lleida i és secretària d’organització i finances de la federació del PSC a les comarques de Lleida, el Pirineu i l'Aran.
En les eleccions de 2021 va ocupar el número 2 de la llista del PSC a la demarcació de Lleida. Al Parlament, forma part de les comissions d'Interior i Afers Socials. Paral·lelament, el 2021 va assumir els àmbits de seguretat i convivència del consell tècnic del denominat govern a l'ombra de Salvador Illa. El 2024, amb la composició de la nova legislatura parlamentària, va prendre el càrrec de secretària quarta del Parlament de Catalunya.

## Vida personal
Està casada i té tres fills.